# Сражение в малой излучине Дона
Сражение в малой излучине Дона (13 — 19 августа 1942 года) — бои между частями 6-й армии вермахта и Сталинградского фронта СССР. В результате немецкие войска заняли малую излучину Дона, что дало возможность дальнейшего продвижения к Волге и Сталинграду. В советской историографии в отдельный эпизод не выделялось, считаясь частью начального этапа Сталинградской битвы.

## Предпосылки
Занятие Калача-на-Дону (8-11 августа) воодушевило немцев, но дальнейшее наступление представляло ряд трудностей. Во-первых, местность на восточном берегу Дона была изрезана множеством глубоких оврагов (ба́лок), представлявших серьёзное препятствие для наступления танковых и моторизованных частей. Во-вторых, движение прямо на восток от Калача слишком приблизило бы части 6-й армии к наступавшей с юга 4-й танковой армии, что молго помешать планам окружения сил РККА на подступах к Сталинграду. И, наконец, левый фланг наступавших от Калача частей, попадал под возможный удар с севера силами 4-й танковой армии РККА, 21-й армии и, возможно, других сил из резервов ставки ВГК. Учитывая эти обстоятельства, Паулюс, ещё до завершения боев у Калача, принял решение очистить малую излучину Дона от советских войск.

## Планы и силы сторон

### Вермахт
До начала движения к Сталинграду, Паулюс планировал выйти к Дону на участке от Трёхостровской до Большенабатовского.
10 августа началась переброска части войск от Калача на усиление VIII армейского корпуса, державшего фронт в районе малой излучины Дона (на илл.). В частности, была начата переброска 16-й танковой дивизии, 60-й и 3-й моторизованных дивизий. 11 и 12 августа на север были переброшены 389-я, 295-я и 76-я пехотные и 100-я егерская дивизия. План предполагал фронтальную атаку силами 16-й танковой и 3-й моторизованых дивизий с выходом к Дону у Сиротинской. Затем, введенная в прорыв 16-я тд должна была повернуть на восток и выйти к Дону у Трёхостровской. Для отвлечения сил РККА от направления главного удара, планировалось наступление на Клетскую силами 376-й пехотной и 100-й егерской дивизий (Схема № 1). Паулюс стремился скоординировать наступление с ударом с юга 4-й ТА Гота, намеченного на 18 августа.

### РККА
Плацдарм на западном берегу Дона от Клетской до Большенабатовского защищала 4‑я танковая армия Сталинградского фронта (ком.— ген. В. Д. Крючёнкин). Советские войска размещались к северо-востоку от линии Клетская-Большенабатовский (Схема № 1). Дэвид Гланц указывает, что армия Крюченкина была танковой лишь по названию. В неё входили 18, 184, 192 и 205 стрелковые дивизии. Кроме того, северный берег Дона защищали силы 57-го укрепрайона, усиленные 5-й противотанковой артбригадой (иптабр) и остатками 22-го тк (ком. А. А. Шамшин) и 13-го тк (ком. Т. А. Танасчишин). В начале августа была предпринята попытка наступления с плацдарма, закончившаяся неудачей.
В первой неделе августа командование Сталинградского фронта передала на усиление 4-й ТА 321-ю стрелковую дивизию. На правом фланге 4-й ТА размещалась 21-я армия (ком. А. И. Данилов), см. схему № 2. На усиление плацдарма была также направлена 1‑я гвардейская армия (1-я ГвА), однако к началу боев она ещё находилась в пути. По мнению Дэвида Гланца положение и состав сил РККА на плацдарме создавало предпосылки для быстрого поражения.

## Боевые действия
13 — 14 августа
В соответствии с планом Паулюса, началось отвлекающее наступление 376‑й пехотной и 100‑й егерской дивизий на правом фланге советской линии обороны. В ночь с 13 на 14 августа Крюченкин направил в район боев 5-ю иптаб и полк противотанковой артиллерии, сняв их с центрального участка обороны. Гордов с 13 на 14 августа также выслал подкрепления, в том числе 193‑ю танковую бригаду из состава 62-й армии (около 25 танков), два танковых батальона и три артполка из 21-й армии и 22-ю иптаб из резерва фронта. Вдобавок в ночь с 14 на 15 августа были высланы 4 противотанковых артполка из состава 57-й армии. Гордов приказал Крюченкину использовать дополнительные противотанковые средства для защиты переправ через Дон в районе Вертячего и Песковатки.
15 августа
В 6-00 Паулюс начал основную атаку на центральном участке обороны 4-й ТА. После двухчасовой артподготовки на позиции 192‑й, 184‑й и 205‑й пехотных дивизий, при массированной поддержке ударной авиации, двинулись 16‑я танковая и две моторизованных дивизии (60-я и 3-я). Советская оборона была быстро смята и подвижные части вермахта двинулись в глубину плацдарма. К ночи 60-я моторизованная дивизия (ком. — Отто Колерманн), пройдя более 60 км вышла к Дону южнее Сиротинской. Боевая группа (Kampfgruppe) Штрахвица из состава 16-ТА, наступавшая справа от 60-й мд, развернулась на восток и вышла к Дону у Трехостровской. В 12-00 танки Штрахвица вышли к командному пункту Крюченкина и уничтожили его, что сделало невозможным эффективное управление войсками на плацдарме. В то же время 76-я и 295-я пехотные дивизии прорвали оборону 18-й стрелковой дивизии на левом фланге обороны и, пройдя более 18 км, заняли Акимовский вблизи переправы у Вертячего.
16 августа
Гордов направил на плацдарм свежую 98-ю сд, усиленную 193-й танковой бригадой и 5-м гвардейским артполком и, позднее, 241-ю сд. Части должны были переправиться через Дон у Вертячего в ночь с 15 на 16 августа и нанести удар в направлении Сиротинской. Одновременно 63-я сд 21-й армии должна была нанести удар по левому флангу немцев в районе Мелоклетского. 8-й воздушной армии было приказано поддержать действия 1-й ГвА всеми наличными силами. Контрудар Гордова успеха не имел. Вермахт продолжал наступление, тесня части 4-й ТА и 1-й ГвА к Дону. На левом фланге наступления, 376-я пехотная дивизия заняла Кременскую
 и совместно с 100-й егерской дивизией вытеснила 343-ю и 321-ю сд в полосу вдоль Дона от Кременской до Сиротинской. лишь подошедшие к вечеру 38-я и 40-я сд 1-й ГвА предотвратили полную ликвидацию плацдарма.
На правом фланге наступавших, моторизованные дивизии вермахта к концу дня в упорных боях с частями 1-й ГвА заняли южный берег Дона к западу от Иловли. Южнее 389-я, 384-я, 76-я и 295-я пехотные дивизии вышли к Дону на участке от Трехостровской до Вертячего и заняли плацдарм на восточном берегу у Нижнего Акатова. В конце дня Паулюс отвел 16-ю тд на отдых и пополнение припасов.
17 августа
Стремясь исправить ситуацию, Гордов направил на помощь Крюченкину 40-ю, 37-ю и 39-ю гсд 1-й ГвА, которые вечером 15 августа завершили выгрузку на ст. Иловля. На рассвете 17 августа свежие силы нанесли удар в районе Сиротинской и Вертячего. Однако наступление успеха не имело: дивизии 1 ГвА понесли тяжелые потери; 4-я ТА к вечеру 17 августа утратила боеспособность. В результате, наиболее уязвимым участком обороны Сталинградского фронта стал участок на стыке 1-й ГвА и 26-й армии, в особенности участок к югу от устья р. Иловля. Чтобы прикрыть этот участок Гордов приказал командующему 62-й армии А. И. Лопатину перевести в район Ветрячего и Песковатки 98-ю сд и один полк из 87 сд. Одновременно в тылу линии обороны на восточном берегу Дона в районе Котлубани (20 км к востоку от Вертячего) был размещен резерв в составе 214-й сд и остатков 87-й сд
18-19 августа
Несмотря на продолжение усилий Гордова по сохранению хотя бы небольшого плацдарма на западном берегу Дона, Паулюс пришел к выводу, что бои за малую излучину Дона успешно завершены. Он разместил на западном берегу Дона кордон из пехотных дивизий, а моторизованные дивизии отправил вслед за 16-й тд на отдых в тыл. В то же время пехотные дивизии LI армейского корпуса занялись укреплением и расширением плацдарма за Доном в районе Вертячего.

## Результат
В результате пятидневных боев была разбита 4-я танковая армия РККА и часть дивизий 1-й гвардейской армии. Малая излучина Дона была занята вермахтом. К 19 августа силы 6-й армии прочно закрепились на западном берегу Дона и был создан плацдарм на восточном берегу. Паулюс начал планирование следующего этапа своего наступления — продвижение к Волге и Сталинграду.

### Координаты
1. ↑  Трёхостровская:49°05′35″ с. ш. 43°55′21″ в. д.HGЯO
2. ↑  Сиротинская: 49°15′21″ с. ш. 43°40′15″ в. д.HGЯO
3. ↑  Клетская:49°18′53″ с. ш. 43°03′43″ в. д.HGЯO
4. ↑  Большенабатовский:48°56′43″ с. ш. 43°38′11″ в. д.HGЯO
5. ↑  Кременская: 49°28′43″ с. ш. 43°27′24″ в. д.HGЯO
6. ↑  Нижний Акатов:49°03′ с. ш. 43°57′ в. д.HGЯO

### Комментарии
1. ↑  По мнению американского историка Дэвида Гланца, бои в излучине Дона замалчивались советскими историками и не нашли должного отражения в ни в советской, ни в западной историографии[1]
2. ↑  В ходе всей летней кампании на южном участке фронта командование вермахта надеялось повторить масштабные окружения лета 1941 года. Этой цели удалось достичь лишь отчасти: количество пленных в котлах составляло не сотни, а десятки тысяч[1].
3. ↑  Малой излучиной называют участок Большой излучины Дона от Клетской до Большенабатовского.
4. ↑  После июльских боев в корпусах оставалось примерно по 20 танков в каждом[3]
5. 1 2  12 августа В. Н. Гордов был смещен с должности командующего Сталинградским фронтом, которую занял А. И. Ерёменко; Гордов остался заместителем Еременко и по-прежнему курировал действия в малой излучине Дона.
6. ↑  Маршал Советского Союза Н. И. Крылов, служивший летом 1942 года начальником штаба 62-й армии, вспоминает[7]:

Предотвратить переправу, не допустить ее у нас не хватило сил. Противник ввел в действие сотни бомбардировщиков и много артиллерии, обеспечив наведение понтонных мостов.

Так возник неприятельский плацдарм на левом берегу Дона в районе Песковатки и хутора Вертячий. Появление этого плацдарма имело тяжелые последствия. Однако те неприятельские войска, которые находились перед нами, оттянуть или сковать не удалось. Наращивание сил противника на левобережном плацдарме явно продолжалось. Там сосредоточивались соединения 14-го танкового корпуса фон Виттерсгейма, причем происходило это быстрее, чем мы тогда думали, — разведданные отставали от событий. Потом было установлено, что через [38] двое суток после захвата плацдарма враг имел на левом берегу не менее четырех дивизий и двухсот пятидесяти танков.

За 22 августа плацдарм особенно расширился и к исходу дня достигал уже 45 километров по фронту: от речки Паншинка (в полосе 4-й танковой армии) до Песковатки.